# A Galaxis útikalauz stopposoknak technológiája
Ez a szócikk a Galaxis útikalauz stopposoknak univerzumában létező technológiákat sorolja fel.

## Bábel-hal
A Bábel-hal egy kicsi, sárga és piócaalkatú lény. Aki Bábel-halat dug a fülébe, az azonnal megért bárkit bármilyen nyelven. A ténylegesen hallott beszédelemek dekódolják azt az agyhullámmátrixot, amelyet a Bábel-hal táplál a hordozója agyába.

## Hajtóművek

### Bisztromatika
A bisztromatika egy kitalált módszer az űrutazásra. Alapvetés: a világegyetemben a fénynél gyorsabban csak a rossz hírek terjedhetnek, de a rossz hír meghajtású űrhajókat a civilizált világok lakói leszállás előtt megsemmisítik. Így a fénynél gyorsabb utazásnak csupán kétféle módja képzelhető el: a végtelen valószínűtlenség elvén működő valószínűtlenségi hajtómű, illetve a bisztromatikai hajtómű. A bisztromatika mint a matematika speciális részterületének lényege: az éttermek határain belül számlákra írott számok teljesen más matematikai szabályok szerint viselkednek, mint az Univerzum bármely más pontján bármely más papírra írt számok. Ahogy a bisztromatikai hajtóművel felszerelt űrhajót vezető Szlartibartfaszt összefoglalja: egy számlakönyvben a valóság és a képzelet olyan lényegi szinten ütközik, hogy mind a kettő a másik tulajdonságait veszi fel, és így bizonyos paramétereken belül minden elképzelhető. Azt persze nem lehet megmondani, hogy mik ezek a paraméterek. A bisztromatikai hajtómű a naiv szemlélő Arthur Dent szemében olasz vendéglőre emlékeztet, ahol robotpincérek szolgálnak ki robotvendégeket, de még az abroszt kiégető cigarettavégeknek is pontosan kiszámolt matematikai képlet szerint kell elhelyezkedni.

### Valószínűtlenségi hajtómű
A Valószínűtlenségi Hajtómű (Végtelen Valószínűtlenség Hajtóműve, Infinite Improbability Drive) a Douglas Adams Galaxis útikalauz stopposoknak című regényében szereplő Arany Szív űrhajó hajtóműve.
Az Útikalauzban leírtak szerint a véges valószínűtlenségek generálásának elve már réges-régen ismert volt – elég, ha egy Szupra-mütyür 57 Szubmezon Agy logikai áramköreit egy atomi vektor-plotterhez kapcsoljuk, miközben a plottert erős Brown-mozgás generátorba merítjük (a könyv szerint ilyen egy csésze forró, illatos tea). Kutatók hosszú sora próbált olyan szerkezetet építeni, mellyel végtelen valószínűtlenségi mező lenne generálható. Sorozatos kudarcok után aztán megállapodtak, hogy az ilyen gép megépítése lényegében lehetetlen. 
Egy napon aztán egy diák, aki egy különösen rosszul sikerült mulatság után magára maradt a takarítással, azon vette észre magát, hogy így érvel: 
– Ha egy ilyen szerkezet megépítése lényegében lehetetlen, szükségszerűen véges a lehetetlensége. Ahhoz tehát, hogy megkonstruálhassak egy ilyen gépet, először ki kell számolnom, mennyire valószínűtlen a megépítése, majd ezt a számot betáplálnom a véges valószínűtlenségi generátorba, egy csésze forró, gőzölgő teát töltenem neki… És be is kapcsolhatom.

Így is tett, és meglepetéssel konstatálta, hogy sikerült a semmiből megalkotnia a sokak által régen keresett Végtelen Valószínűtlenség Generátort. 
A működési elv tulajdonképpeni lényege, hogy a hajtóműbe betáplált valószínűségi / valószínűtlenségi szinthez tartozó esemény azonnal megvalósul. Tulajdonképpen minden eseménynek van valamekkora valószínűsége, még annak is, hogy az űrhajó a következő pillanatban a galaxis túlsó felére teleportál. Így e pontosan megadott valószínűségi mutató betáplálásával az esemény bekövetkezik, azaz az űrhajó valóban az adott helyre teleportál.

## MVP-pajzs
Az MVP-pajzs a Galaxis útikalauz stopposoknak sorozat harmadik kötetében, Az élet, a világmindenség, meg minden című Douglas Adams regény egyik módszere tárgyak álcázására. Lényege, hogy a tárgyat nem lehet láthatatlanná tenni, sem eltakarni, de ha meggyőzzük a szemlélőt, hogy a tárgy Másvalaki Problémája (MVP), akkor egész egyszerűen nem vesz tudomást a létezéséről. A szeme látja, de az agya nem hajlandó felfogni és értelmezni a látványt, hiszen az nem rá tartozik, nem az ő dolga. A kötetben Szlartibartfaszt bisztromatikai hajtóművel felszerelt űrhajóját védi MVP-pajzs, amikor a Földre látogat.

## Szíriusz Kibernetikai Társaság
A Galaxis útikalauz-sorozatban említett legtöbb technológia a Szíriusz Kibernetikai Társaság terméke, köztük a saját személyiséggel ellátott számítógépek (Eddie, az Arany Szív fedélzeti számítógépe), robotok (Marvin), ajtók és liftek, a légkondicionáló rendszer, és a Táp-O-Mat. A társaság által fejlesztett eszközök nem minden esetben találtak a legnagyobb megelégedésre. A cég legjövedelmezőbb ágazata a panaszfelvevő irodák.
A Forbes magazin összeállította a 25 legjelentősebb kitalált cég listáját, melyben a Szíriusz a harmadik helyet szerezte meg.

### Ajtók
A Társaság által fejlesztett, egyedi személyiséggel ellátott ajtók vidámak, örülnek, ha kinyílhatnak, és elégedetten sóhajtanak, ha a jól végzett munkát követően becsukódhatnak.

### Liftek
A Szíriusz Kibernetikai Társaság repesve emelő lényszállítói képesek halványan belelátni a közvetlen jövőbe, így már azelőtt tudják a megfelelő emeletet, hogy utasuk tudná, hogy liftezni szeretne. A túlzott intelligencia hátránya, hogy voltak liftek, melyek megunták a céltalan fel-le utakat. Némelyikük részt kívánt venni a döntési folyamatban, némelyikük pedig időnként elvonultak a pincébe duzzogni.

### Nutrimatikus italszintetizátor
A Táp-O-Matnak elnevezett gépezet a reklámja szerint bármilyen italt képes előállítani a felhasználó ízlésének és metabolizmusának megfelelően. A valóságban azonban ugyanazt a folyadékot tölti mindig a pohárba. A Vendéglő a világ végénben Arthur lefagyasztja az Arany Szív teljes számítógépes rendszerét, amikor teát akar készíttetni a Táp-O-Mattal.

## Űrhajók

### Arany Szív
Az Arany Szív az első űrhajó-prototípus, melyben sikeresen beépítették a forradalmi valószínűtlenségi hajtóművet. A hajó 150 méter hosszú és bármilyen formát képes felvenni. Az eredeti rádiójáték-sorozatban nem esett szó az alakjáról. A regénysorozat első részében úgy írták le, mint egy hosszú fehér futócipő, melyet aztán a televíziós adaptáció is átvett. A 2005-ös mozifilm változatban gömb alakú, egy mélyedéssel a közepén, és szív alakú vörös féklámpákkal a hátulján.
A hajót titkos kormányzati projekt keretében építették a Damogran bolygón, ahonnan Zaphod Beeblebrox, a galaxis akkor elnöki ellopta. A hajót a Szíriusz Kibernetikai Társaság által fejlesztett, Valódi Egyedi Személyiséggel (VESZ-rendszer) bíró robotjaival és számítógépével szerelték fel (pl. Eddie, a fedélzeti kompjúter, Marvin, a paranoid android).

### Milliárdéves Bunker
Zaphod hajója az Ifjú Zaphod Beeblebrox nagy kalandja című novellában (Viszlát, és kösz a halakat!.)

### Puszta Formalitás
Prostatikus Vogon Jeltz hajója a Ja, és még valami…-ben.

## Fordítás
Ez a szócikk részben vagy egészben  a   Technology in The Hitchhiker's Guide to the Galaxy című angol Wikipédia-szócikk fordításán alapul.  Az eredeti cikk szerkesztőit annak laptörténete sorolja fel. Ez a jelzés csupán a megfogalmazás eredetét és a szerzői jogokat jelzi, nem szolgál a cikkben szereplő információk forrásmegjelöléseként.